# 7104 Маньйосю
7104 Маньйосю (7104 Manyousyu) — астероїд головного поясу, відкритий 18 лютого 1977 року.
Тіссеранів параметр щодо Юпітера — 3,464.
Названо на честь Ман'йосю (яп. まんようしゅう(万葉集) ман'йо:сю:)